# Rugby Europe Women's Trophy 2022-23
El Rugby Europe Women's Trophy (Trofeo Europeo de Rugby Femenino) 2022-23 fue la decimosegunda edición del torneo femenino de rugby.

## Equipos participantes
- Selección femenina de rugby de Alemania
- Selección femenina de rugby de Bélgica
- Selección femenina de rugby de Finlandia
- Selección femenina de rugby de Portugal
- Selección femenina de rugby de República Checa

## Posiciones
| Pos. | Equipo          | Encuentros | Encuentros | Encuentros | Encuentros | Tantos  | Tantos    | Tantos     | Puntos Bonus | Puntos Totales |
| Pos. | Equipo          | jugados    | ganados    | empatados  | perdidos   | a favor | en contra | diferencia | Puntos Bonus | Puntos Totales |
| ---- | --------------- | ---------- | ---------- | ---------- | ---------- | ------- | --------- | ---------- | ------------ | -------------- |
| 1    | Portugal        | 4          | 4          | 0          | 0          | 181     | 10        | +171       | 4            | 20             |
| 2    | Finlandia       | 3          | 2          | 0          | 1          | 46      | 44        | +2         | 1            | 9              |
| 3    | Alemania        | 4          | 2          | 0          | 2          | 36      | 83        | -47        | 0            | 8              |
| 4    | República Checa | 4          | 1          | 0          | 3          | 39      | 89        | -50        | 2            | 6              |
| 5    | Bélgica         | 3          | 0          | 0          | 3          | 36      | 114       | -78        | 1            | 1              |

Nota: Se otorgan 4 puntos al equipo que gane un partido y 2 al que empate
Puntos Bonus: 1 punto por convertir 4 tries o más en un partido y 1 al equipo que pierda por no más de 7 tantos de diferencia

#### Partidos
| 22 de octubre de 2022 | Bélgica | 5 - 71 | Portugal |  |  |

| 22 de octubre de 2022 | Finlandia | 43 - 5 | Alemania |  |  |

| 5 de noviembre de 2022 | Alemania | 12 - 10 | República Checa |  |  |

| 19 de noviembre de 2022 | República Checa | 29 - 21 | Bélgica |  |  |

| 4 de febrero de 2023 | Portugal | 39 - 0 | Finlandia |  |  |

| 4 de marzo de 2023 | Portugal | 51 - 0 | República Checa |  |  |

| 4 de marzo de 2023 | Bélgica | 10 - 14 | Alemania |  |  |

| 18 de marzo de 2023 | República Checa | 0 - 3 | Finlandia |  |  |

| 15 de abril de 2023 | Alemania | 5 - 20 | Portugal |  |  |

| 27 de mayo de 2023 | Finlandia | Cancelado | Bélgica |  |  |